# Karl Hoffmann (Mediziner, 1885)
Karl Hoffmann (* 21. Oktober 1885 in Medard; † 22. Dezember 1941 in Köln-Deutz) war ein praktischer Arzt in Bielstein (Wiehl).

## Leben
Hoffmann, der seit 1921 in Bielstein niedergelassen war, wurde Ende 1941 zum Lager russischer Kriegsgefangener in Wiehlmünden gerufen. Er fand die unterernährten, teils verwundeten Gefangenen in bedauernswertem Zustand vor. Die hygienischen Bedingungen waren katastrophal und eine medizinische Versorgung war nicht vorhanden, da sich bis zu diesem Zeitpunkt kein Arzt zur Behandlung der Russen gefunden hatte. Erst als eine Epidemie ausbrach und die Wachmannschaft um ihre eigene Gesundheit fürchtete, bemühte sich der Unteroffizier als Lagerleiter um ärztliche Hilfe. Entgegen allen Warnungen übernahm Karl Hoffmann diese Aufgabe und leistete den Kranken ärztliche Hilfe. Zwei Drittel der etwa 80 Gefangenen und ein Teil der Wachmannschaft starben am Fleckfieber. Hoffmann erkrankte selbst und verstarb wenige Monate später 56-jährig in einem Lazarett in Köln-Deutz. Er hinterließ seine Frau Anna Herta Laura geb. Radermacher, die er 1932 in Rosbach an der Sieg geheiratet hatte.
Zum Gedenken an den selbstlosen Einsatz des Arztes ist auf dem großen Platz vor dem Bielsteiner Schulzentrum eine Straße mit Dr.-Hoffmann-Platz benannt und in der Realschule eine Gedenktafel angebracht worden.